# Ministerio de Seguridad Nacional
El Ministerio de Seguridad Nacional es un ministerio de Argentina encargado de la planificación de las políticas nacionales de seguridad interior y de gestionar y coordinar a las Fuerzas Federales de Seguridad y el Servicio Penitenciario Federal.
Fue creado por decreto del Poder Ejecutivo de la Nación el 10 de diciembre de 2010 con el nombre de «Ministerio de Seguridad», tras separase del Ministerio de Justicia. La titular actual del ministerio es por designación del presidente Javier Milei, desde el 10 de diciembre de 2023, Patricia Bullrich, quien ya había sido designada previamente entre 2015 y 2019 por el expresidente Mauricio Macri. El ministerio tiene a su cargo la Policía Federal Argentina, la Policía de Seguridad Aeroportuaria, el Consejo Federal de Seguridad Interior, Prefectura Naval Argentina y la Gendarmería Nacional Argentina, el SINAGIR y la Protección Civil Nacional. Desde diciembre de 2023, también está a su cargo el Servicio Penitenciario Federal, antes dependiente del Ministerio de Justicia.
En 2025, fue renombrado a «Ministerio de Seguridad Nacional».

## Estructura
El Ministerio de Seguridad Nacional se organiza de la siguiente forma:
- Unidad Gabinete de Asesores
- Subsecretaría de Asuntos Penitenciarios
- Subsecretaría de Articulación Federal
- Secretaría de Coordinación Administrativa
  - Subsecretaría Legal
  - Subsecretaría de Gestión Administrativa
  - Caja de Retiros, Jubilaciones y Pensiones de la Policía Federal
- Secretaría de Seguridad Nacional 
  - Subsecretaría de Intervención Federal
  - Subsecretaría de Despliegue Territorial
- Secretaría de Lucha contra el Narcotráfico y la Criminalidad Organizada
  - Subsecretaría de Lucha contra el Narcotráfico
  - Subsecretaría de Investigación Criminal
- Prefectura Naval Argentina
- Policía de Seguridad Aeroportuaria
- Policía Federal Argentina
- Gendarmería Nacional Argentina
- Dirección Nacional del Servicio Penitenciario Federal
  - Dirección de Obra Social del Servicio Penitenciario Federal
- Registro Nacional de Armas
- Superintendencia de Bienestar de la Policía Federal Argentina
- Agencia Federal de Emergencias (AFE)

## Historia

### Creación del Ministerio
La seguridad en la República Argentina es gestionada simultáneamente por el Estado Nacional y por las Provincias, incluyendo la Ciudad Autónoma de Buenos Aires. Históricamente, la seguridad interior fue competencia del Ministerio del Interior. Durante la presidencia de Cristina Fernández de Kirchner ha sido competencia del Ministerio de Justicia, Seguridad y Derechos Humanos, cuyo titular a diciembre de 2010 era Julio Alak. El Ministerio de Seguridad fue creado por decreto n.º 1993 del 14 de diciembre de 2010 de la entonces presidenta Cristina Fernández de Kirchner, escindiendo el área de seguridad del Ministerio de Justicia, Seguridad y Derechos Humanos, que pasó a denominarse «Ministerio de Justicia y Derechos Humanos». De esta forma, el Gobierno dispuso la creación de una nueva cartera ministerial, quinta creada durante la presidencia de Fernández de Kirchner, que incrementa la cantidad de ministerios a 15. Al Ministerio de Seguridad se le transfirieron la Gendarmería Nacional Argentina, la Prefectura Naval Argentina y la Policía de Seguridad Aeroportuaria.

### Gestión de Nilda Garré
La primera ministra designada fue Nilda Garré, que había ocupado el Ministerio de Defensa desde diciembre de 2005.

#### Seguridad urbana
Durante la gestión de Nilda Garré al frente del Ministerio de Seguridad, se crearon las mesas barriales y mesas zonales de participación comunitaria en seguridad, que apuntan a crear una instancia en la que los vecinos contribuyan a la elaboración de un mapa del delito, formulando necesidades que agregan medidas y contribuyen el desempeño de la Policía Federal Argentina, en el marco del Plan Nacional de Participación Comunitaria. El objetivo, según precisó la propia ministra Garré, es darle institucionalidad a los aportes y reclamos de los ciudadanos en la seguridad. En 2011, la policía Federal se adquiriò el H11 LQ-BXI Airbus Eurocopter EC135, primer helicóptero de este modelo adquirido a Eurocopter en 2009 y H12 LQ-CQN Airbus Eurocopter EC135 T2+. equipados con sistemas de visión nocturna, cámara giro-estabilizada y faro de búsqueda, sistemas de Piloto Automático "Full IFR - Single Pilot" que le permiten volar con un solo piloto sin ninguna visibilidad y aterrizar en forma automática con los sistemas ILS de los aeropuertos, de la misma forma que un avión de aerolínea. Además está dotado con grúa de rescate, bamby buckett para la lucha contra incendios y transporte externo de cargas. Posteriormente nuevas aeronaves adquiridas en 2014 con capacidad multifunción como los H15 LQ-FQH Airbus Eurocopter EC145.
También se implementó el Plan Buenos Aires Ciudad Segura, que tiene por objetivo lograr una mejor respuesta policial ante el delito mediante la actualización de la operación y a la incorporación de nuevas tecnologías que permiten una distribución más eficiente de las fuerzas de seguridad a lo largo de toda la jurisdicción porteña. El Plan permite monitorear la ciudad a través de 200 patrulleros tecnológicos y 1200 cámaras de vigilancia (el Plan prevé la instalación de un total de 2000 cámaras). Además incluye la modernización completa del servicio de urgencias policiales 911.

#### Gendarmería y Prefectura Naval
Durante este período se lanzó el programa de radarización de las fronteras. Se habilitó una serie de radares 3D, fabricado por la empresa estatal INVAP, destinado a detectar vuelos ilegales y al control del movimientos de aeronaves que ingresen o salgan del espacio aéreo. También durante su gestión se desarrollaron cuatro coheteras que han sido desarrolladas íntegramente por Fabricaciones Militares y CITEDEF. Los radares RASIT se desplegaron en las provincias de Jujuy, Salta, Formosa, Chaco, Corrientes y Misiones, cubriendo la frontera y las principales avenidas de aproximación identificadas por Gendarmería Nacional Argentina de Tránsitos Aéreos Irregulares. Los relevos de escuadrones aeromóviles se realizan aproximadamente cada 30 días para la vigilancia del territorio y de lucha contra las incursiones ilegales en el país para atacar el tráfico de drogas en las fronteras.
Además, gendarmería colaboró con la seguridad en el courbano bonaerense mediante los siguientes operativos:
- Operativo Escudo Norte: lanzado en 2007 como parte del plan del Estado argentino para combatir el narcotráfico, la trata de personas y el contrabando en el norte de Argentina.[23] Con el propósito de controlar los espacios aéreos, terrestres y fluviales de las provincias del norte argentino, las fuerzas de seguridad y armadas despliegan sus aviones, helicópteros y radares.[24]  Para ello, se planificó la instalación de 20 radares terrestres del Ejército, patrullajes con aviones Pucará y la colocación, en Santiago del Estero, del primer radar 3D cuya fabricación ha sido encargada por el Ministerio de Planificación.[25]
- Operativo Cinturón Sur: tiene por objetivo optimizar el servicio de seguridad ciudadana en la Capital Federal mediante la intervención y cooperación entre los cuerpos policiales y las fuerzas de seguridad federales. La Gendarmería Nacional y la Prefectura Naval Argentina ejercen funciones de policía y ejecutan las tareas de prevención e investigación de los delitos en los puntos de mayor incidencia en la geografía porteña.[26] Se sumarón 1250 efectivos de Prefectura Naval Argentina con 26 camionetas, 24 cuatriciclos y 10 patrulleros, a las zonas de La Boca, Barracas y Parque Patricios.[27]
- Operativo Centinela: Se realiza mediante el despliegue de seis mil efectivos de la Gendarmería Nacional en el conurbano. El decreto 2099/2010 instruye a las fuerzas de seguridad de la Nación a «profundizar las actividades de prevención para resguardar la seguridad ciudadana» con una inversión de 150 millones de pesos.[28]
- Operativo Vigía: Impone nuevos controles de personas, cargas y encomiendas en el transporte público de pasajeros de larga distancia. Mediante este operativo, se agregan a los dispositivos de seguridad ya existentes 630 agentes suplementarios de la Gendarmería Nacional y 140 de Policía de Seguridad Aeroportuaria, escáneres de rayos X, perros detectores de drogas, domos y cámaras fijas de alta definición.[29]

Para proteger los ríos internos se adquirieron nuevas embarcaciones para la Prefectura Naval Argentina, entre ellos el buque SB-15 Tango, un Cúter de salvamento y el DF-19 Recalada adquirido en 2011. Convertido en Buenos Aires en una estación de simulación de pilotaje.
A raíz de una revuelta de efectivos de Prefectura Naval Argentina y de Gendarmería Nacional Argentina, De este modo, en paralelo se renovó el equipamiento de Gendarmería. Héctor Schenone (Gendarmería) y Oscar Arce (Prefectura) fueron reemplazados por el comandante general Enrique Alberto Zach y el prefecto general Luis Alberto Heiler. Además de estos jerarcas, fueron pasados también a retiro diez altos oficiales de cada una de las fuerzas, quedó así «normalizada la situación» tanto en Gendarmería como en Prefectura, según aseguró la ministra Garré en un comunicado a la prensa.

#### Policía Federal
Para descongestionar el trabajo de la Policía Federal Argentina en lo que se refiere a la seguridad urbana en la Ciudad de Buenos Aires, creó también la Policía de Prevención Barrial, un cuerpo de élite entrenado desde fines de 2011 para intervenir en conflictos de proximidad, entre vecinos o intrafamiliares, en barriadas, de acuerdo con las instrucciones de la presidenta Cristina Fernández de Kirchner en el sentido de «generar una nueva capacidad del sistema de seguridad democrático, para atender las necesidades particulares de poblaciones vulnerables». Los agentes barriales patrullan en tríos —en particular durante la noche— y siguen una doctrina de conocer y entender a los vecinos, para que éstos recuperen el vínculo de confianza con la policía, una institución muchas veces discutida por el abuso de poder en los sectores más vulnerables.
En 2011, la policía Federal se adquiriò el H11 LQ-BXI Airbus Eurocopter EC135, primer helicóptero de este modelo adquirido a Eurocopter en 2009 y H12 LQ-CQN Airbus Eurocopter EC135 T2+. El segundo EC135 fue adquirido en 2009.  Un tercer helicóptero EC135 fue adquirido a fines de 2009 equipada con sistemas de visión nocturna, cámara giro-estabilizada y faro de búsqueda, sistemas de Piloto Automático "Full IFR - Single Pilot" que le permiten volar con un solo piloto sin ninguna visibilidad y aterrizar en forma automática con los sistemas ILS de los aeropuertos, de la misma forma que un avión de aerolínea. Además está dotado con grúa de rescate, bamby buckett para la lucha contra incendios y transporte externo de cargas. Posteriormente nuevas aeronaves adquiridas en 2014 con capacidad multifunción como los H15 LQ-FQH Airbus Eurocopter EC145.

### Gestión de Cecilia Rodríguez
El 2 de diciembre de 2013 se anunció que reemplazaría a Arturo Puricelli como Ministra de Seguridad. Esto se dio en el marco de los cambios de gabinete efectuados por Cristina Fernández de Kirchner.
Durante su gestión lanzó el Operativo Vigía, mediante el cual se agregaron a los dispositivos de seguridad ya existentes 630 agentes suplementarios de la Gendarmería Nacional Argentina y 140 de Policía de Seguridad Aeroportuaria, escáneres de rayos X, perros detectores de drogas, domos y cámaras fijas de alta definición.

### Primera Gestión de Patricia Bullrich (2015 - 2019)
En diciembre de 2015 el presidente Mauricio Macri designa como Ministra de Seguridad a la politóloga Patricia Bullrich.

#### Lucha de contra el narcotráfico
En septiembre de 2017 se reglamentó la ley de cannabis medicinal que autoriza a INTA y Conicet a plantar cannabis con fines de "investigación y medicinales". El decreto reglamentario determina además que será el Ministerio de Seguridad el que disponga las habilitaciones de las plantaciones. En febrero de 2019, se dispuso que la plantación estará a cargo de la empresa CANNAVA S.E., propiedad del estado jujeño. La empresa funcionará en una finca estatal de 14 000 hectáreas, que fue cedida gratuitamente por un siglo y será presidida por el hijo del gobernador de Jujuy Gerardo Morales.
Durante su gestión se firmaron acuerdos con Estados Unidos, entre ellos un acuerdo con la DEA para instalar una Fuerza de Tarea en Misiones. Meses después Bullrich, anunció que la Administración para el Control de Drogas de Estados Unidos (DEA) instalará una base militar en Argentina. En 2018 el fiscal santafesino Walter Rodríguez denunció que «es alarmante» el nivel de «corrupción institucional» en las fuerzas federales que operan en Santa Fe cuya cabeza es Bullrich, denunciando además la complicidad de estas con el narcotráfico.

#### Ciberseguridad
A mediados de ese año, se reveló la adquisición del software de espionaje israelí Pegasus por parte del Ministerio de Seguridad. En 2018, con motivo de la reforma del Código Penal, se intentó legalizar el uso de este programa por parte del Poder Ejecutivo para vigilar a cualquier ciudadano, a través de sus teléfonos móviles, computadoras y otros dispositivos, incluso sin orden judicial.

#### Políticas de género y diversidad
Durante su gestión bajó el número del rescate de víctimas de tráfico de personas. En un año las víctimas de trata rescatadas bajaron casi un 70%, contándose las personas explotadas laboral o sexualmente, que recuperaron su libertad. En 2015 fueron rescatadas 2.110 pero el número de rescates disminuyó a 666 en 2016 y a 516 en 2017.

#### Compra de armamento
En 2017 compró cuatro lanchas israelíes con armamento de guerra por casi 50 millones de dólares. Según advirtió la Federación de la Industria Naval Argentina con el mismo monto se podrían haber construido localmente 20 lanchas similares, aunque sin el armamento. Se señaló además que Colombia había suministrado a Brasil lanchas artilladas y blindadas similares a las israelíes por USD 2 millones cada una. La empresa beneficiada es Codesur, perteneciente al empresario Mario Montoto, que es nexo de la ministra con las autoridades israelíes. La compra fue realizada en forma directa y sin ningún tipo de licitación previa. Cada lancha fue comprada a un costo equivale a unos 12,5 millones de dólares por equipo, una cifra elevada comparada a tres lanchas que licitó la Prefectura Naval Argentina un año antes, con un costo de USD 120 mil por unidad.

### Gestión de Sabina Frederic
El 6 de diciembre de 2019 se anunció que Sabina Frederic sería la ministra de seguridad del gobierno de Alberto Fernández, cargo que asumió el 10 de diciembre.
El 24 de diciembre, la ministra Frederic derogó la polémica resolución 1231/19 de por su predecesora Llamado protocolo General de Actuación de Registros Personales y Detención para Personas Pertenecientes al Colectivo LGBTI, destinada a penalizar a la población homosexual. Dicho protocolo fue denunciado ante la ONU como forma de penalizar y reprimir a las minorías sexuales
En enero lanzó una auditoría sobre la gestión anteror donde se detalló que en más del 80% de los operativos realizados en busca de sustancias ilícitas en ese lapso se secuestraron menos de 100 gramos de cocaína o cannabis, o menos de 50 unidades, en el caso de las sustancias de diseño. En el caso concreto de la marihuana, durante 2019 en el 93% de las incautaciones se secuestraron menos de 100 gramos. 
Uno de sus primeros ejes de gestión fue la recomposición salarial de las y los trabajadores de las fuerzas de seguridad, así como del mejoramiento de su atención de parte de la obra social y de sus ingresos por jubilación.
Frederick llevó adelante un consejo de profesionales para establecer un reglamento sobre el uso de las pistolas taser y dejó sin efecto el traspaso de uno de los hoteles de  la  Unidad Turística Chapadmalal a la Gendarmería, abriéndolo nuevamente a la ciudadanía. Ese mismo día, en una entrevista a Radio Metro, la ministra Frederic se manifestó a favor de la despenalización de la marihuana para uso médico, al afirmar que «hay que avanzar hacia la regulación del consumo de cannabis, inclusive sobre la producción para el consumo. Hay que dar un debate». Durante la campaña, el actual presidente Alberto Fernández se manifestó a favor de la iniciativa. En 2020 a raíz de varios informes de la Oficina Anticorrupción formo una auditoría sobre la gestión de su predecesor Patricia Bullrich que encontró inconsistencias presupuestarias: entre ellas sobreprecios en la 
Compra de sistemas de seguridad para pasos fronterizos a una firma a la que le pagó 35 millones de dólares (5 millones más de lo que ofrecían sus competidoras en la licitación), y a la que el Estado le pagó también el impuesto a las ganancias por 600 mil dólares a través de un ente cooperador.
. La auditoría encontró nuevas inconsistencias que llevaron a la imputación de  presidenta del PRO Patricia Bullrich, al exjefe de Gabinete Marcos Peña y a un tercer funcionario por la compra de cuatro lanchas de patrullaje con un sobreprecio de 29.000.000 de dólares en 2016.

## Competencias
De acuerdo a la Ley 22 520, sus competencias son «asistir al Presidente de la Nación y al Jefe de Gabinete de Ministros, en orden a sus competencias, en todo lo concerniente a la seguridad interior, a la preservación de la libertad, la vida y el patrimonio de los habitantes, sus derechos y garantías en un marco de plena vigencia de las instituciones del sistema democrático…»

## Organización
Todos los ministros de Seguridad desde su creación en 2010.
| N.º | Ministro                | Partido                            | Partido                            | Periodo                                          | Presidente                     |
| --- | ----------------------- | ---------------------------------- | ---------------------------------- | ------------------------------------------------ | ------------------------------ |
| 1   | Nilda Garré             |                                    | Frente Grande                      | 15 de diciembre de 2010-3 de junio de 2013       | Cristina Fernández de Kirchner |
| 2   | Arturo Puricelli        |                                    | Partido Justicialista              | 3 de junio de 2013-2 de diciembre de 2013        | Cristina Fernández de Kirchner |
| 3   | María Cecilia Rodríguez |                                    | Nuevo Encuentro                    | 2 de diciembre de 2013-10 de diciembre de 2015   | Cristina Fernández de Kirchner |
| 4   | Patricia Bullrich       |                                    | Unión por la Libertad (hasta 2018) | 10 de diciembre de 2015-10 de diciembre de 2019  | Mauricio Macri                 |
| 4   | Patricia Bullrich       | Propuesta Republicana (desde 2018) |                                    | 10 de diciembre de 2015-10 de diciembre de 2019  | Mauricio Macri                 |
| 5   | Sabina Frederic         |                                    | Independiente                      | 10 de diciembre de 2019-20 de septiembre de 2021 | Alberto Fernández              |
| 6   | Aníbal Fernández        |                                    | Partido Justicialista              | 20 de septiembre de 2021-10 de diciembre de 2023 | Alberto Fernández              |
| 7   | Patricia Bullrich       |                                    | Propuesta Republicana (hasta 2025) | Desde el 10 de diciembre de 2023                 | Javier Milei                   |
| 7   | Patricia Bullrich       | La Libertad Avanza (desde 2025)    |                                    | Desde el 10 de diciembre de 2023                 | Javier Milei                   |

Secretarios ministeriales desde el 10 de diciembre de 2023
| Secretaría Ministerial                                                  | Titular                  | Período                 | Período             | Referencia           |
| ----------------------------------------------------------------------- | ------------------------ | ----------------------- | ------------------- | -------------------- |
| Secretaría de Coordinación Administrativa                               | Martín Siracusa          | 11 de diciembre de 2023 | En el cargo         | [ 90 ] [ 91 ]        |
| Secretaría de Seguridad Nacional                                        | Vicente Ventura Barreiro | 11 de diciembre de 2023 | 22 de junio de 2024 | [ 90 ] [ 91 ] [ 92 ] |
| Secretaría de Seguridad Nacional                                        | Alejandra Monteoliva     | 01 de julio de 2024     | En el cargo         | [ 93 ]               |
| Secretaría de Lucha contra el Narcotráfico y la Criminalidad Organizada | Martín Verrier           | 2 de enero de 2024      | En el cargo         | [ 91 ]               |